# Cratere Becquerel (Marte)
Becquerel  è un cratere sulla superficie di Marte.
Il cratere è dedicato al fisico francese Antoine Henri Becquerel.